# Daniel Martin (acteur)
 (mars 2024).
Si vous disposez d'ouvrages ou d'articles de référence ou si vous connaissez des sites web de qualité traitant du thème abordé ici, merci de compléter l'article en donnant les références utiles à sa vérifiabilité et en les liant à la section « Notes et références ».
Pour les articles homonymes, voir Daniel Martin et Martin.
Daniel Martin est un acteur français, né 11 décembre 1951 à Casablanca (Maroc) et mort le 7 mars 2024 à Paris.

## Biographie
Daniel Martin est formé à l'École nationale supérieure des arts et techniques du théâtre, puis au Conservatoire national supérieur d'art dramatique. Acteur de théâtre, il est révélé par Antoine Vitez qui le dirige dans plusieurs pièces de Molière puis dans Ubu roi et Le Soulier de satin.
Il joue également des seconds rôles au cinéma et à la télévision : un collabo dans le téléfilm Jean Moulin, un ami du personnage joué par Gérard Jugnot dans Meilleur Espoir féminin, un brigadier dans Monsieur Batignole, un docteur dans la mini-série Le Comte de Monte-Cristo, un luthier dans la série Lupin, etc.
Il meurt le 7 mars 2024.

## Théâtre
Sauf indication contraire ou complémentaire, les informations mentionnées dans cette section peuvent être confirmées par la base de données Les Archives du spectacle.
- 1973 : Le Prince travesti de Marivaux, mise en scène Daniel Mesguich,  Conservatoire national supérieur d'art dramatique
- 1978 : Dom Juan de Molière, mise en scène Antoine Vitez, festival d'Avignon, Festival d'automne à Paris au théâtre de l'Athénée Louis-Jouvet
- 1978 : L'École des femmes de Molière, mise en scène Antoine Vitez, festival d'Avignon, Festival d'automne à Paris au théâtre de l'Athénée-Louis-Jouvet
- 1978 : Le Misanthrope de Molière, mise en scène Antoine Vitez, Festival d'automne à Paris au théâtre de l'Athénée-Louis-Jouvet
- 1978 : Le Tartuffe de Molière, mise en scène Antoine Vitez, Festival d'automne à Paris au théâtre de l'Athénée-Louis-Jouvet
- 1979 : Dom Juan de Molière, mise en scène Antoine Vitez, Nouveau théâtre de Nice, Festival d'automne à Paris au théâtre de la Porte-Saint-Martin
- 1979 : L'École des femmes de Molière, mise en scène Antoine Vitez, Nouveau théâtre de Nice, Festival d'automne au théâtre de la Porte-Saint-Martin
- 1979 : Le Misanthrope de Molière, mise en scène Antoine Vitez, Nouveau théâtre de Nice, Festival d'automne à Paris
- 1979 : Tartuffe de Molière, mise en scène Antoine Vitez, Nouveau théâtre de Nice, Festival d'automne
- 1980 : Pourquoi Benerdji s'est-il suicidé ? de Nâzım Hikmet, mise en scène Mehmet Ulusoy
- 1982 : Le Songe d'une nuit d'été de William Shakespeare, mise en scène Stuart Seide, Théâtre national de Chaillot
- 1985 : Ubu roi d'Alfred Jarry, mise en scène Antoine Vitez
- 1987 : Le Soulier de satin de Paul Claudel, mise en scène Antoine Vitez, festival d'Avignon, Théâtre national de Chaillot
- 1988 : La Reconstitution de Bernard Noël, mise en scène Charles Tordjman
- 1990 : Le Magicien prodigieux de Pedro Calderón de la Barca, mise en scène Jacques Nichet
- 1990 : Saint Elvis de Serge Valletti, mise en scène Charles Tordjman, Théâtre populaire de Lorraine
- 1993 : Adam et Ève de Mikhaïl Boulgakov, mise en scène Charles Tordjman
- 1993 : Fin de partie de Samuel Beckett, mise en scène Charles Tordjman
- 1995 : Jacob et Joseph d'après Bruno Schulz, mise en scène Daniel Martin
- 1997 : Le Misanthrope de Molière, mise en scène Charles Tordjman, Nouveau théâtre d'Angers
- 1998 : La Cagnotte de Eugène Labiche, mise en scène Jacques Lassalle
- 1999-2000 : Bastringue à la Gaité Théâtre de Karl Valentin, mise en scène Daniel Martin et Charles Tordjman, théâtre de la Manufacture puis théâtre des Treize Vents, théâtre de la Commune
- 2000 : Droit de retour de Wladimir Yordanoff, mise en scène Wladimir Yordanoff
- 2001 : La Locandiera de Carlo Goldoni, mise en scène Claudia Stavisky
- 2002 :  La Part du lion de Wladimir Yordanoff, mise en scène en espace Jacques Rosner, Festival NAVA abbaye de Saint-Hilaire
- 2003-2004 : Les animaux ne savent pas qu'ils vont mourir de Pierre Desproges, mise en scène Michel Didym, théâtre des Abbesses, théâtre de la Manufacture, Théâtre national de Nice, théâtre des Treize Vents, théâtre de la Croix-Rousse, Nouveau théâtre d'Angers
- 2004 : Beaucoup de bruit pour rien d'après William Shakespeare, mise en scène Laurent Laffargue
- 2004 : Ma famille de Carlos Liscano, mise en scène Michel Didym
- 2005 : La Chèvre ou qui est Sylvia ? d'Edward Albee, mise en scène Frédéric Bélier-Garcia, théâtre de la Madeleine
- 2006 : Le Mental de l'équipe de Frédéric Bélier-Garcia, mise en scène Frédéric Bélier-Garcia
- 2006 : Les animaux ne savent pas qu'ils vont mourir de Pierre Desproges, mise en scène Michel Didym, MC2
- 2006 : Poeub de Serge Valletti, mise en scène Michel Didym, théâtre des Célestins, Théâtre national de Nice, La Criée, Théâtre national de la Colline
- 2007 : Le Kaddish de Grigori Gorine, mise en scène Youlia Zimina
- 2008 : La Grande Magie de Eduardo De Filippo, mise en scène Laurent Laffargue
- 2008 : Salomé d'Oscar Wilde, mise en scène Anne Bisang
- 2009 : Les Acteurs de bonne foi de Marivaux, mise en scène David Géry, Théâtre de l'Ouest parisien : Mme Amelin
- 2009 : Le Legs de Marivaux, mise en scène David Géry, Théâtre de l'Ouest parisien : le Marquis
- 2009 : Toute vérité de Jean-Yves Cendrey et Marie NDiaye, mise en scène Caroline Gonce
- 2010 : De la fragilité des mouettes empaillées de Matei Vișniec, mise en scène Isabelle Hurtin, théâtre des Variétés
- 2011-2012 : Les Femmes savantes de Molière, mise en scène Marc Paquien
- 2013 : Cyrano de Bergerac d'Edmond Rostand, mise en scène Dominique Pitoiset, tournée
- 2013 : La Carte du temps de Naomi Wallace, mise en scène Roland Timsit, festival d'Avignon
- 2014-2015 : Un été à Osage County de Tracy Letts, mise en scène Dominique Pitoiset, Centre culturel de Bonlieu, théâtre Dijon-Bourgogne, tournée
- 2016-2017 : La Résistible Ascension d'Arturo Ui  de Bertolt Brecht, théatre de Bonlieu Annecy, théâtre Dijon-Bourgogne, tournée scènes nationales
- 2016 : Les Fourberies de Scapin de Molière, mise en scène Marc Paquien, théâtre des Célestins
- 2020 : L'Heure bleue de David Clavel, Centquatre-Paris
- 2022 : La Trilogie de la villégiature de Carlo Goldoni, mise en scène Claudia Stavisky, théâtre des Célestins
- 2023 : Cahin Caha de Serge Valletti, mise en scène Gilbert Rouvière, festival Off d'Avignon, La Scala Provence

## Filmographie partielle
Sauf indication contraire, les informations mentionnées dans cette section peuvent être confirmées par les bases de données cinématographiques IMDb et Allociné,  présentes dans la section « Liens externes ».

### Cinéma
- 1983 : La Petite Bande de Michel Deville
- 1983 : Un homme à ma taille de Annette Carducci
- 1988 : Malaventura (es) de Manuel Gutiérrez Aragón
- 1988 : Savannah de Marco Pico
- 1989 : L'Orchestre rouge de Jacques Rouffio
- 1989 : Vent de galerne de Bernard Favre
- 1990 : Maman de Romain Goupil
- 1991 : Le Voleur d'enfants de Christian de Chalonge
- 1993 : La Cavale des fous de Marco Pico
- 1993 : Le Bateau de mariage de Jean-Pierre Améris
- 1993 : Trois Couleurs : Bleu de Krzysztof Kieślowski
- 1994 : Consentement mutuel de Bernard Stora
- 1995 : L'Année Juliette de Philippe Le Guay
- 1995 : Pullman paradis de Michèle Rosier
- 1996 : Fred de Pierre Jolivet
- 1996 : Les Aveux de l'innocent de Jean-Pierre Améris
- 1997 : Le Dîner de cons de Francis Veber
- 1999 : Est-Ouest de Régis Wargnier
- 1999 : Mauvaises Fréquentations de Jean-Pierre Améris
- 2000 : Meilleur Espoir féminin de Gérard Jugnot
- 2000 : Sade de Benoît Jacquot
- 2000 : Stardom de Denys Arcand
- 2001 : Malraux, tu m'étonnes ! de Michèle Rosier
- 2001 : Monsieur Batignole de Gérard Jugnot
- 2003 : Le Coût de la vie de Philippe Le Guay
- 2008 : Sur ta joue ennemie de Jean-Xavier de Lestrade
- 2009 : Ah ! la libido de Michèle Rosier
- 2009 : Joueuse de Caroline Bottaro
- 2011 : L'Ordre et la Morale de Mathieu Kassovitz
- 2012 : Hénaut Président de Michel Muller
- 2012 : Le Capital de Costa-Gavras
- 2019 : L'Autre Continent de Romain Cogitore
- 2019 : Les Éblouis de Sarah Suco
- 2020 : 10 jours sans maman de Ludovic Bernard

### Télévision

#### Téléfilms
- 1973 : Le Maître de pension de Marcel Moussy
- 1974 : Les Gammas ! Les Gammas !
- 1981 : Un temps ailleurs de Philippe Laïk
- 1987 : Les Fortifs de Marco Pico
- 1996 : Sa vie à elle de Romain Goupil
- 1997 : Petites de Noémie Lvovsky
- 1998 : Bébés boum de Marc Angelo
- 1999 : Le Cocu magnifique de Pierre Boutron
- 2000 : Les Enfants du printemps de Marco Pico
- 2003 : Un fils de notre temps de Fabrice Cazeneuve
- 2003 : Virus au paradis d'Olivier Langlois
- 2002 : Jean Moulin d'Yves Boisset
- 2005 : L'Enfant de personne de Michaël Perrotta
- 2007 : Le Voyageur de la Toussaint de Philippe Laïk
- 2008 : Chez Maupassant : L'Ami Joseph de Gérard Jourd'hui
- 2009 : Les Amants de l'ombre de Philippe Niang
- 2010 : Le Grand Ménage de Régis Musset
- 2011 : Les Faux-monnayeurs de Benoît Jacquot
- 2011 : Qui sème le vent de Fred Garson
- 2012 : Clemenceau d'Olivier Guignard
- 2012 : Merlin de Stéphane Kappes
- 2015 : Les Enfants du péché : Secrets de famille (If There Be Thorns) de Nancy Savoca : le télévangéliste

#### Séries télévisées
- 1976 : Les Brigades du Tigre, épisode Bonnot et Cie de Victor Vicas
- 1988 : Les Enquêtes du commissaire Maigret, épisode La Vieille Dame de Bayeux de Philippe Laïk
- 1994 : Le JAP (5 épisodes)
- 1996 : À découvert de Laurent Jaoui
- 1996 : Nestor Burma (1 épisode)
- 1998 : Le Comte de Monte-Cristo, mini-série de Josée Dayan : le docteur d’Avrigny
- 1998 : Le juge est une femme (1 épisode)
- 1999 : Avocats et Associés (1 épisode)
- 2000 : Crimes en série (1 épisode)
- 2003 : Julie Lescaut, épisode Hors la loi (5.12) de Bernard Uzan : Haber
- 2004 : Diane, femme flic (1 épisode)
- 2006 : L'État de Grace, mini-série de Pascal Chaumeil
- 2008 : Scalp de Xavier Durringer
- 2009 : Pour une nuit d'amour de Gérard Jourd'hui
- 2016 : Fais pas ci, fais pas ça (saison 8, épisode 1)
- 2019 : Capitaine Marleau, épisode Pace e salute, Marleau ! de Josée Dayan
- 2021 : Lupin, saison 2 : Lorenzo, le luthier